# Domislica
Domislica är en ort i Bosnien och Hercegovina.   Den ligger i entiteten Federationen Bosnien och Hercegovina, i den centrala delen av landet, 80 km norr om huvudstaden Sarajevo. Domislica ligger 262 meter över havet och antalet invånare är 744.
Terrängen runt Domislica är huvudsakligen kuperad, men den allra närmaste omgivningen är platt.Närmaste större samhälle är Zavidovići, 13,9 km sydost om Domislica. 
Omgivningarna runt Domislica är en mosaik av jordbruksmark och naturlig växtlighet. Runt Domislica är det ganska tätbefolkat, med 93 invånare per kvadratkilometer.